# 維利內 (波爾塔瓦州)
49°27′5″N 34°44′33″E / 49.45139°N 34.74250°E
維利內（烏克蘭語：Вільне），是烏克蘭中部的村莊，隸屬波爾塔瓦州的波爾塔瓦區。該村分別距離拉特希夫卡0.5公里和新塔加姆利克1.5公里，面積0.572平方公里，海拔高度93米，2001年人口125。